# Whittier (Kalifornia)
hasonló város az USA Kalifornia államában, Los Angeles megyében. Lakosainak száma 87 306 fő (2020. április 1.).

## Népesség
A település népességének változása:

| 2010 | 85 331 |
| 2020 | 87 306 |